# 矢吹正道
矢吹 正道（やぶき まさみち、1992年7月9日 - ）は、日本のプロボクサー。三重県鈴鹿市出身。緑ボクシングジム所属。現IBF世界フライ級王者。元WBC・IBF世界ライトフライ級王者。世界2階級制覇王者。
かつては薬師寺ボクシングジムに所属していた。登場曲は麻倉未稀の『ヒーロー HOLDING OUT FOR A HERO』。

## 来歴
少年時代は、喧嘩、暴走行為に明け暮れて何度も警察の世話になり、50回以上の補導歴がある。
三重県立四日市四郷高等学校在学時にインターハイに出場したが、アマチュアで目立った実績は残していない。17歳の時に長女が生まれ父親になる。

### ライトフライ級
2016年3月27日、プロデビュー戦は初回TKO勝ち。
2016年12月23日、全日本フライ級新人王決定戦で、西日本フライ級新人王として、東軍代表中谷潤人と対戦するも、プロ初黒星となる4回0-3（38-39、37-39×2）の判定負けで全日本新人王獲得とはならなかった。
2018年4月6日、ユーリ阿久井政悟と対戦するも、初回1分32秒TKO負け。
2018年9月29日、後楽園ホールでWBAライトフライ級9位のダニエル・マテリョンと50.0kg契約8回戦を行い、8回1-2（77-76、75-78、74-78）の判定負けを喫した。
2019年12月15日、刈谷市産業振興センターあいおいホールで日本ライトフライ級2位の芝力人とチャンピオンカーニバル最強挑戦者決定戦を行い、4回1分53秒TKO勝ちで高橋悠斗への挑戦権を獲得した。
2020年7月26日、刈谷市あいおいホールで日本ライトフライ級2位の佐藤剛と高橋悠斗の引退で空位となった日本ライトフライ級王座決定戦を行い、初回2分55秒KO勝ちを収め王座を獲得した。
2020年12月26日、刈谷市あいおいホールで日本ライトフライ級1位の大内淳雅と対戦し、10回3-0（100-99、99-91×2）の判定勝ちを収め、初防衛に成功。
2021年7月21日、日本ライトフライ級王座を返上した。

#### 世界王座獲得
2021年9月22日、京都市体育館でWBC世界ライトフライ級王者の寺地拳四朗と対戦し、10回2分59秒TKO勝ちを収め、王座獲得に成功した。
試合後、寺地陣営が、試合の攻防で寺地が右目上をカットした場面をめぐり、レフェリーがパンチによるものとした判定に対し、「故意のバッティング」として、問題の場面の映像を添えてJBCに10月5日付で質問状を送付した。10月27日、寺地側に、JBCから「バッティングか有効打によるか判断できず、矢吹を減点せず、試合を続行したレフェリーの判断に特段の問題はない」といった趣旨の回答書が届く。11月8日、寺地が所属するBMBジム寺地永会長が会見し、JBCの回答を不服とし再抗議。11月15日、試合の興行権を持つ真正ジム・山下正人会長、BMBジム・寺地永会長、緑ジム・松尾敏郎会長、が会見を開き、WBCから再戦命令が届き、両陣営で合意の上、再戦を行うことを発表。またWBCが10月18日付でJBCに再戦を命令していたが、JBCは11月10日までこれを両陣営に伝えていなかったことについて、JBCが隠蔽しようとしていた疑いがあるとして、寺地会長は「10月中に再戦命令は出ていたのに、JBCが言うには会見を開いてから出たと。つじつまが合わない」、松尾会長は「再戦命令は出ていないと言われていたのに今月になって出ていると。もう少しきちっとした判断ができないのか」とJBCへの不信感をあらわにした。
2022年3月19日、京都市体育館で前王者でWBC世界ライトフライ級1位の寺地拳四朗（BMB)と6か月ぶりに再戦となるダイレクトリマッチを行い、3回1分11秒KO負けを喫し、初防衛に失敗、王座から陥落した。
2022年9月10日、四日市総合体育館にてWBO世界ライトフライ級4位のタノンサック・シムシー（グリーンツダ）と対戦し、7回1分19秒TKO勝ちを収めた。
2023年1月28日、名古屋国際会議場でIBF世界ライトフライ級7位のロナルド・チャコンとIBF世界同級挑戦者決定戦を行い、11回2分35秒TKO勝ちを収めIBF王座を保持するシベナティ・ノンティンガへの挑戦権を獲得した。
2023年5月19日、スパーリング中に左アキレス腱を断裂したことが発表された。
2024年3月16日、ポートメッセなごやでアキレス腱断裂からの復帰戦かつ世界前哨戦として元ライトフライ級世界ランカーのケビン・ビバスと50.3kg契約10回戦を行い、3回でダウンを奪い4回2分41秒TKO勝ちを収めた。
2024年6月21日、IBFはIBF世界ライトフライ級王者のシベナティ・ノンティンガと指名挑戦者でIBF同級2位の矢吹との指名防衛戦を指令した。交渉期限は同年7月19日。

#### 世界王座返り咲き
2024年10月12日、愛知県国際展示場で開催された『3150×LUSHBOMU vol.2』で、IBF世界ライトフライ級王者のシベナティ・ノンティンガに挑戦。8回に右ストレートからの連打で1度、9回に連打と右ストレートで2度の計3度ダウンを奪い、3度目のダウンを奪った直後にレフェリーストップにより9回1分50秒TKO勝ちを収め2年7ヶ月ぶりに世界王座に返り咲いた。

### フライ級

#### 日本男子初の2階級同時制覇達成
2025年3月29日、愛知県国際展示場で開催された『3150×LUSH BOMU vol.4』で、IBF世界ライトフライ級王座を保持したまま一階級上のIBF世界フライ級王者のアンヘル・アヤラに挑戦。初回終了間際に左フック、2回に右強打のカウンターでダウンを奪うも、3回中盤に激しい偶然のバッティングが起こり矢吹は右目下、アヤラは右眉上をカットし以降も両者ともに流血が激しくなりながらも最終回中盤で右フックのカウンターでダウンを奪い、連打を与えたところでレフェリーストップにより12回1分54秒TKO勝ちを収めフライ級王座獲得に成功、日本人ボクサーとしては2017年12月にWBA女子世界フライ級とWBO女子世界ライトフライ級を同時制覇した藤岡奈穂子に次いで2人目、男子では史上初の2階級同時制覇を果たした。
2025年4月8日、IBF世界ライトフライ級王座を返上した。

## 人物
リングネームの矢吹は『あしたのジョー』の主人公の名前からとった。弟の力石政法もプロボクサーであり、リングネームも同じく『あしたのジョー』の主人公のライバルの名前からとっている。
17歳で長女が生まれ父親になる。長女は緑ジムでボクシングを始め、2022年・23年のジュニア・チャンピオンズリーグ全国大会で連覇している。
プロになった19歳の時に、「言葉が自分に向かって訴えるように」という理由から右胸に「下克上」、左胸に「大和心」とタトゥーを逆文字で彫った。
個人で建築業を営みながら、ボクサーとの二足のわらじを続けている。

## トラブル
2025年3月17日に矢吹が所属するLUSH緑ジムが、同年3月13日に行われたWBC・WBA世界フライ級王座統一戦の寺地拳四朗対ユーリ阿久井政悟戦において、JBC事務局員でもある冨樫光明リングアナウンサーが寺地の選手コールの際に「敗戦は議論の余地が残る世界タイトルマッチで喫した1敗のみ」と発言したことが矢吹の名誉を著しく毀損したとしてJBCに抗議文を提出したが、JBC倫理委員会の開催や冨樫への制裁処分等が行われず矢吹への名誉回復措置が講じられていないとして改めて同年4月26日付でJBC評議員会議長兼株式会社東京ドームの北原義一代表取締役会長CEOに、JBCと冨樫からの矢吹への謝罪や冨樫のJBC事務局員としての処分などを求める要請文を提出した。

## 戦績
- アマチュアボクシング：21戦 16勝 (9KO・RSC) 5敗
- プロボクシング：22戦 18勝 (17KO) 4敗

| 戦           | 日付           | 勝敗 | 時間     | 内容    | 対戦相手                     | 国籍             | 備考                                            |
| ------------ | -------------- | ---- | -------- | ------- | ---------------------------- | ---------------- | ----------------------------------------------- |
| 1            | 2016年3月27日  | ☆    | 1R 2:29  | TKO     | 堀井翔平（トコナメ）         | 日本             | プロデビュー戦 2016年度中日本新人王フライ級予選 |
| 2            | 2016年8月7日   | ☆    | 1R 2:12  | TKO     | 中村潔（KUWANA）             | 日本             | 2016年度中日本新人王フライ級決勝                |
| 3            | 2016年11月6日  | ☆    | 1R 1:04  | TKO     | 那須亮祐（グリーンツダ）     | 日本             | 2016年度全日本フライ級新人王西軍代表決定戦      |
| 4            | 2016年12月22日 | ★    | 4R       | 判定0-3 | 中谷潤人（M.T）              | 日本             | 2016年度全日本フライ級新人王決定戦              |
| 5            | 2017年3月26日  | ☆    | 1R 0:58  | KO      | 金光民                       | 韓国             |                                                 |
| 6            | 2017年7月16日  | ☆    | 2R 0:59  | TKO     | 平井雅樹（宮崎ワールド）     | 日本             |                                                 |
| 7            | 2017年11月26日 | ☆    | 1R 2:27  | TKO     | 多田雅（TI山形）             | 日本             |                                                 |
| 8            | 2018年4月6日   | ★    | 1R 1:32  | TKO     | ユーリ阿久井政悟（倉敷守安） | 日本             |                                                 |
| 9            | 2018年6月17日  | ☆    | 2R 1:44  | KO      | ヒルベルト・ペドロサ         | パナマ           |                                                 |
| 10           | 2018年9月29日  | ★    | 8R       | 判定1-2 | ダニエル・マテリョン         | キューバ         |                                                 |
| 11           | 2019年1月27日  | ☆    | 5R 2:20  | TKO     | 裴敏哲                       | 韓国             |                                                 |
| 12           | 2019年5月1日   | ☆    | 6R 1:20  | TKO     | 大保龍斗（横浜さくら）       | 日本             |                                                 |
| 13           | 2019年12月15日 | ☆    | 4R 1:53  | TKO     | 芝力人（RK蒲田）             | 日本             | 日本ライトフライ級最強挑戦者決定戦              |
| 14           | 2020年7月26日  | ☆    | 1R 2:55  | KO      | 佐藤剛（角海老宝石）         | 日本             | 日本ライトフライ級王座決定戦                    |
| 15           | 2020年12月26日 | ☆    | 10R      | 判定3-0 | 大内淳雅（姫路木下）         | 日本             | 日本防衛1                                       |
| 16           | 2021年9月22日  | ☆    | 10R 2:59 | TKO     | 寺地拳四朗（BMB）            | 日本             | WBC世界ライトフライ級タイトルマッチ             |
| 17           | 2022年3月19日  | ★    | 3R 1:11  | KO      | 寺地拳四朗（BMB）            | 日本             | WBC陥落                                         |
| 18           | 2022年9月10日  | ☆    | 7R 1:19  | TKO     | タノンサック・シムシー       | タイ             |                                                 |
| 19           | 2023年1月28日  | ☆    | 11R 2:35 | TKO     | ロナルド・チャコン           | ベネズエラ       | IBF世界ライトフライ級挑戦者決定戦               |
| 20           | 2024年3月16日  | ☆    | 4R 2:41  | TKO     | ケビン・ビバス               | ニカラグア       |                                                 |
| 21           | 2024年10月12日 | ☆    | 9R 1:50  | TKO     | シベナティ・ノンティンガ     | 南アフリカ共和国 | IBF世界ライトフライ級タイトルマッチ             |
| 22           | 2025年3月29日  | ☆    | 12R 1:54 | TKO     | アンヘル・アヤラ             | メキシコ         | IBF世界フライ級タイトルマッチ                   |
| テンプレート |                |      |          |         |                              |                  |                                                 |

## 獲得タイトル
- 2016年度西日本フライ級新人王
- 日本ライトフライ級王者（防衛1=返上）
- WBC世界ライトフライ級王座（防衛0）
- IBF世界ライトフライ級王座（防衛0=返上）
- IBF世界フライ級王座（防衛0）